# Nadwodnik naprzeciwlistny
Nadwodnik naprzeciwlistny (Elatine hydropiper L.) – gatunek rośliny z rodziny nadwodnikowatych (Elatinaceae).

## Rozmieszczenie geograficzne
Występuje na części obszaru Europy i Azji. W Polsce podawany był dawniej z licznych stanowisk w północnej części kraju, ale na większości tych stanowisk nie potwierdzono jego występowania. Obecnie najliczniej występuje w Kotlinie Oświęcimskiej i na Płaskowyżu Rybnickim. Odkryto też nowe jego stanowiska na Równinie Opolskiej i w Kotlinie Żywieckiej. W Karpatach występuje na jednym tylko stanowisku w Beskidzie Małym, na południowych obrzeżach Jeziora Międzybrodzkiego.

## Morfologia

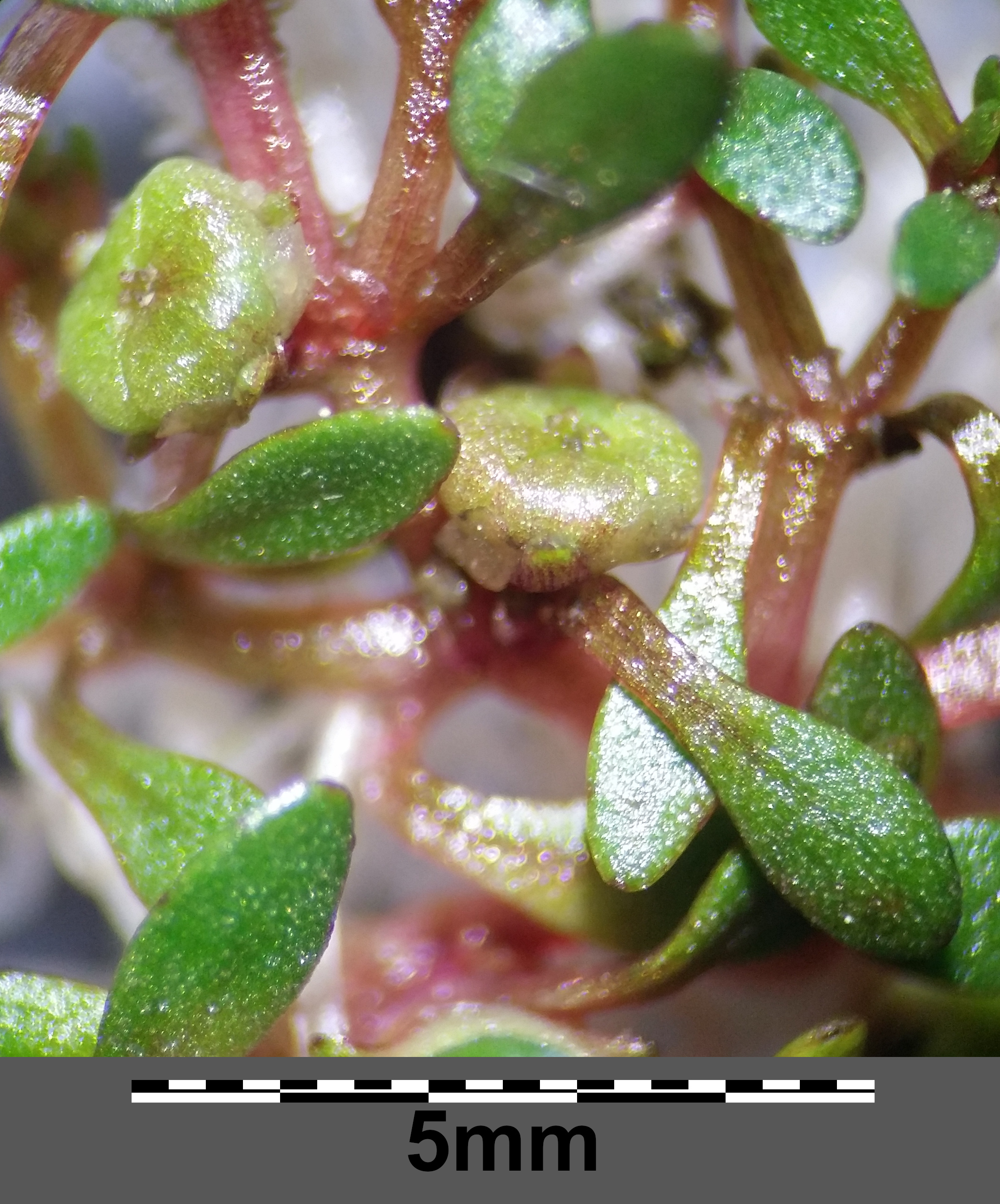
Owoce

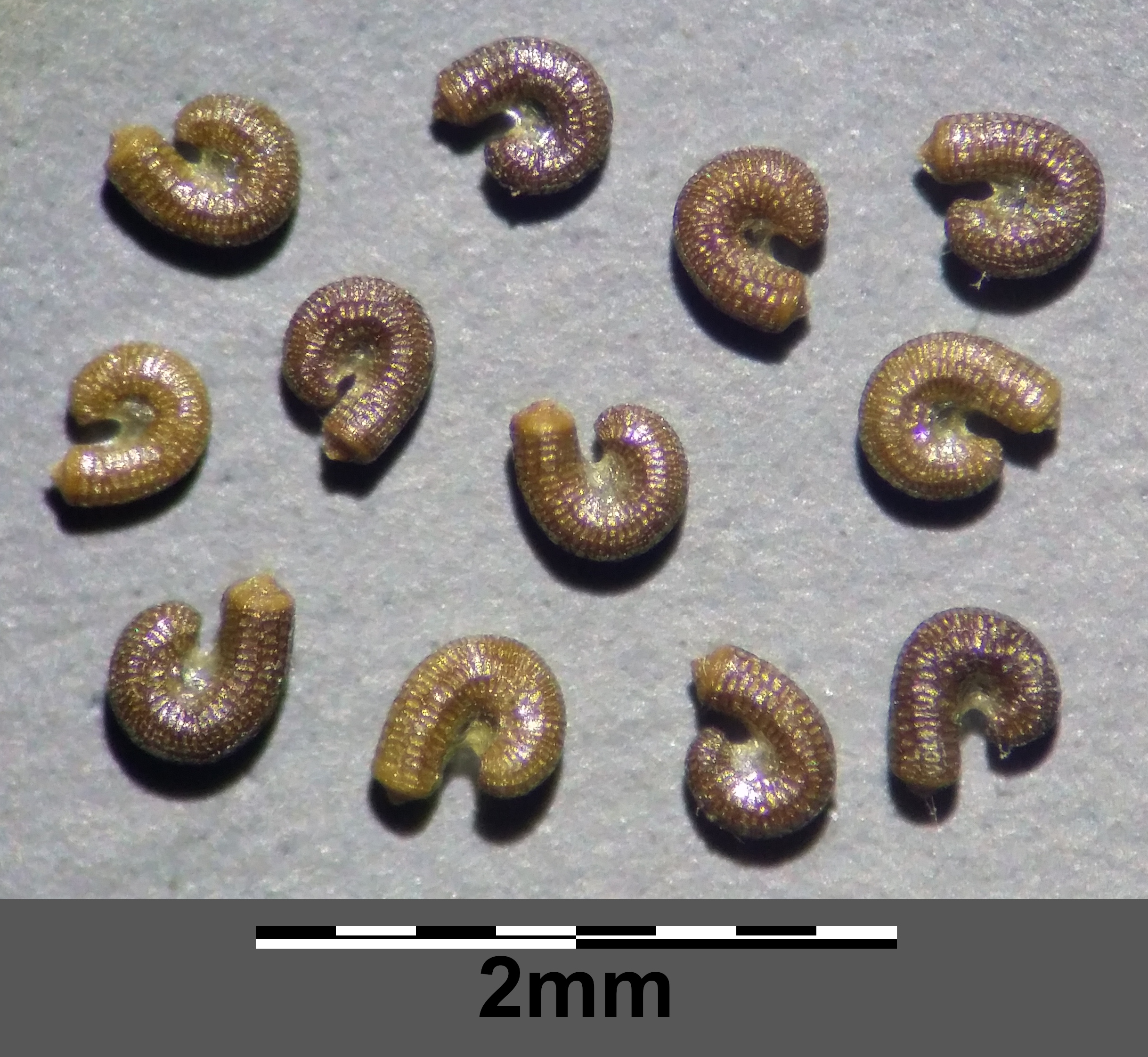
Nasiona

ŁodygaDo 15 cm długości, płożąca, drobna, cienka, rozgałęziona. Wykształca w węzłach korzenie przybyszowe.
LiścieUłożone naprzeciwlegle po dwa. Ogonek liściowy do 3 razy dłuższy od blaszki. Blaszka podłużnie eliptyczna lub łopatkowata, 5–10 mm długości i 0,5–2,5 mm szerokości.
Kwiaty4-krotne. Płatki korony długości działek kielicha, jasnoczerwone lub różowe.
OwocTorebka. Nasiona wydłużone, podkowiasto zagięte, o nierównych ramionach.

## Biologia i ekologia

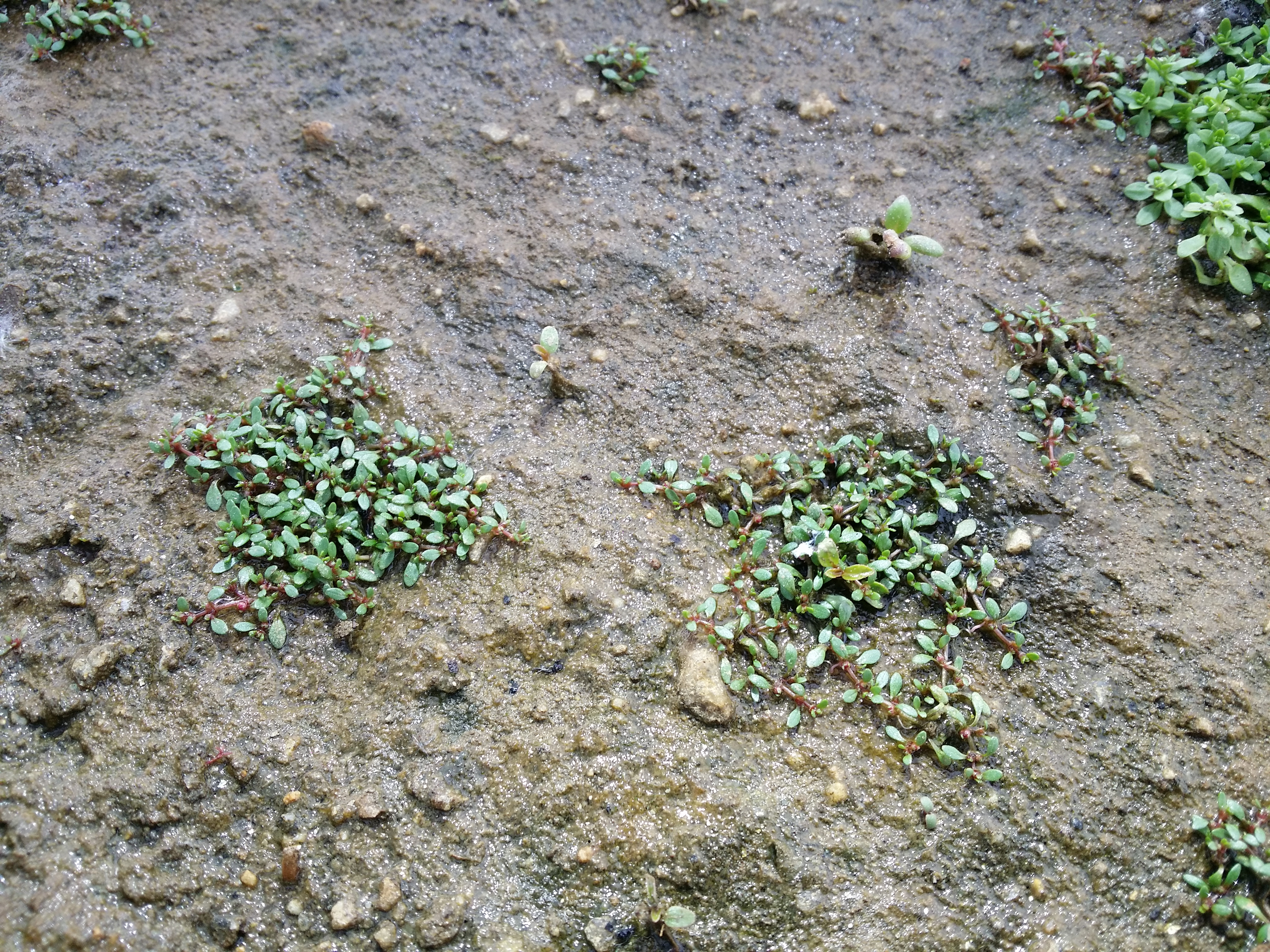
Rośliny na wyschniętym dnie zbiornika

Roślina jednoroczna. Kwitnie od lipca do września. Liczba chromosomów 2n=40. Rośnie na wilgotnej, mulistej glebie na obrzeżach zbiorników wodnych. Gatunek charakterystyczny zespołu Eleocharetum ovatae.

## Zagrożenia i ochrona
Od 2014 roku roślina jest objęta w Polsce częściową ochroną gatunkową. W latach 2004–2014 znajdowała się pod ochroną ścisłą. Gatunek został uznany za narażony na wyginięcie i zamieszczony na Czerwonej liście roślin i grzybów Polski (2006) z kategorią zagrożenia V. W wydaniu z 2016 roku otrzymał kategorię EN (zagrożony). Umieszczony także w Polskiej czerwonej księdze roślin (2001) z kategorią VU. W wydaniu z 2014 roku posiada kategorię EN (zagrożony).